# Церковь Рождества Христова (Поддубровка)
Церковь Рождества Христова — православный храм Липецкой епархии. Расположена в селе Поддубровка Усманского района Липецкой области.

## История
Первое упоминание о деревянной церкви в Поддубровке относятся к 1702 году. Каменная теплая церковь была построена в стилевых формах позднего классицизма тщанием прихожан в 1846 году. Церковь была главной, приписной к ней являлась Церковь Иоанна Богослова в селе Крутчик. В храме находился главный престол во имя Рождества Христова и придельный престол во имя святого пророка Илии.
После революции церковь была закрыта и практически разрушена. С 2005 года храм восстанавливается жителями села, в 2010 году был освящен епископом Никоном.

## Современный статус
Согласно постановлению главы администрации Липецкой области от 27 февраля 1992 г. № 106 Церковь Рождества Христова в селе Поддубровка является памятником архитектуры и объектом исторического и культурного наследия областного значения.

## Фотографии

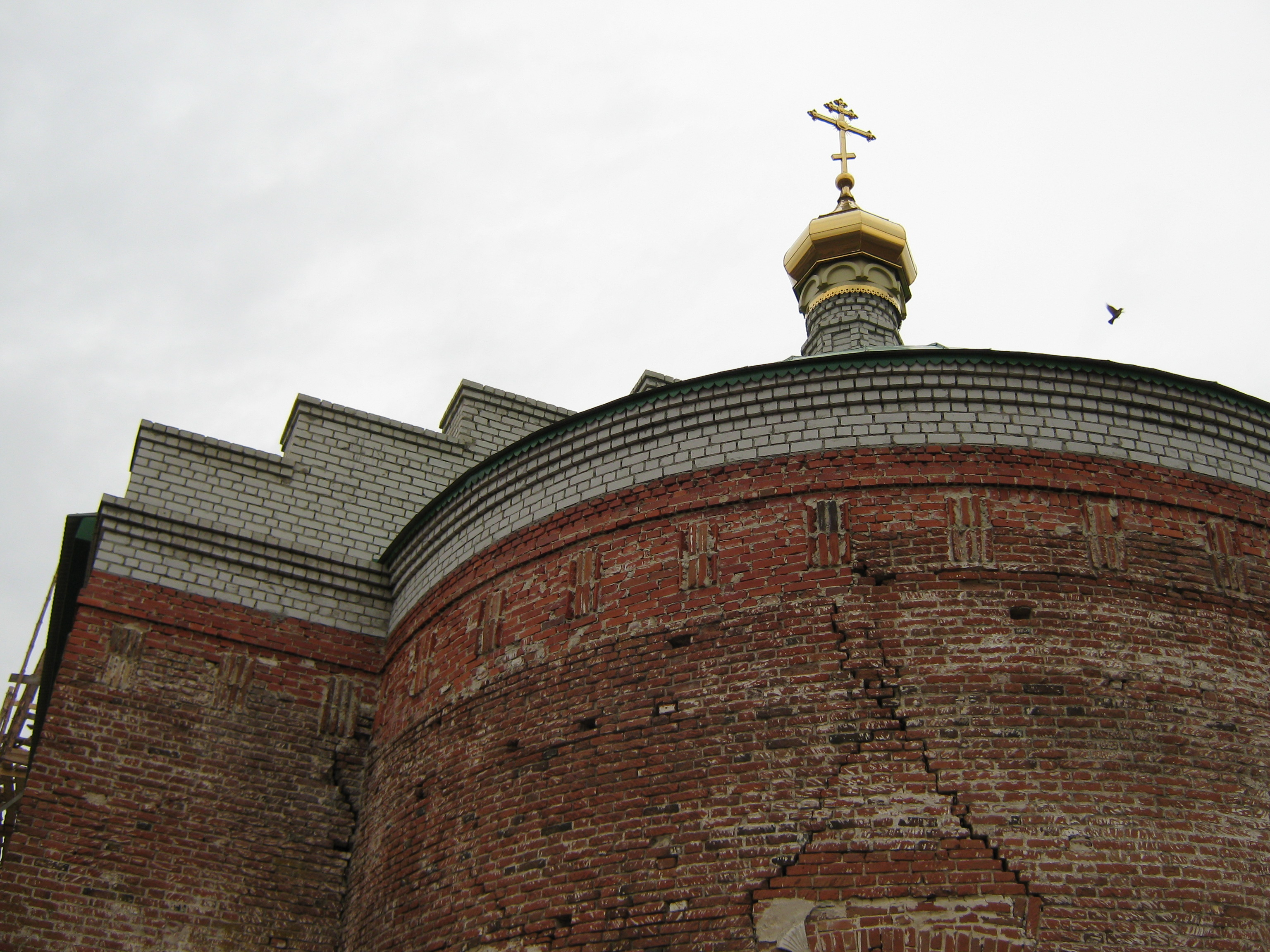
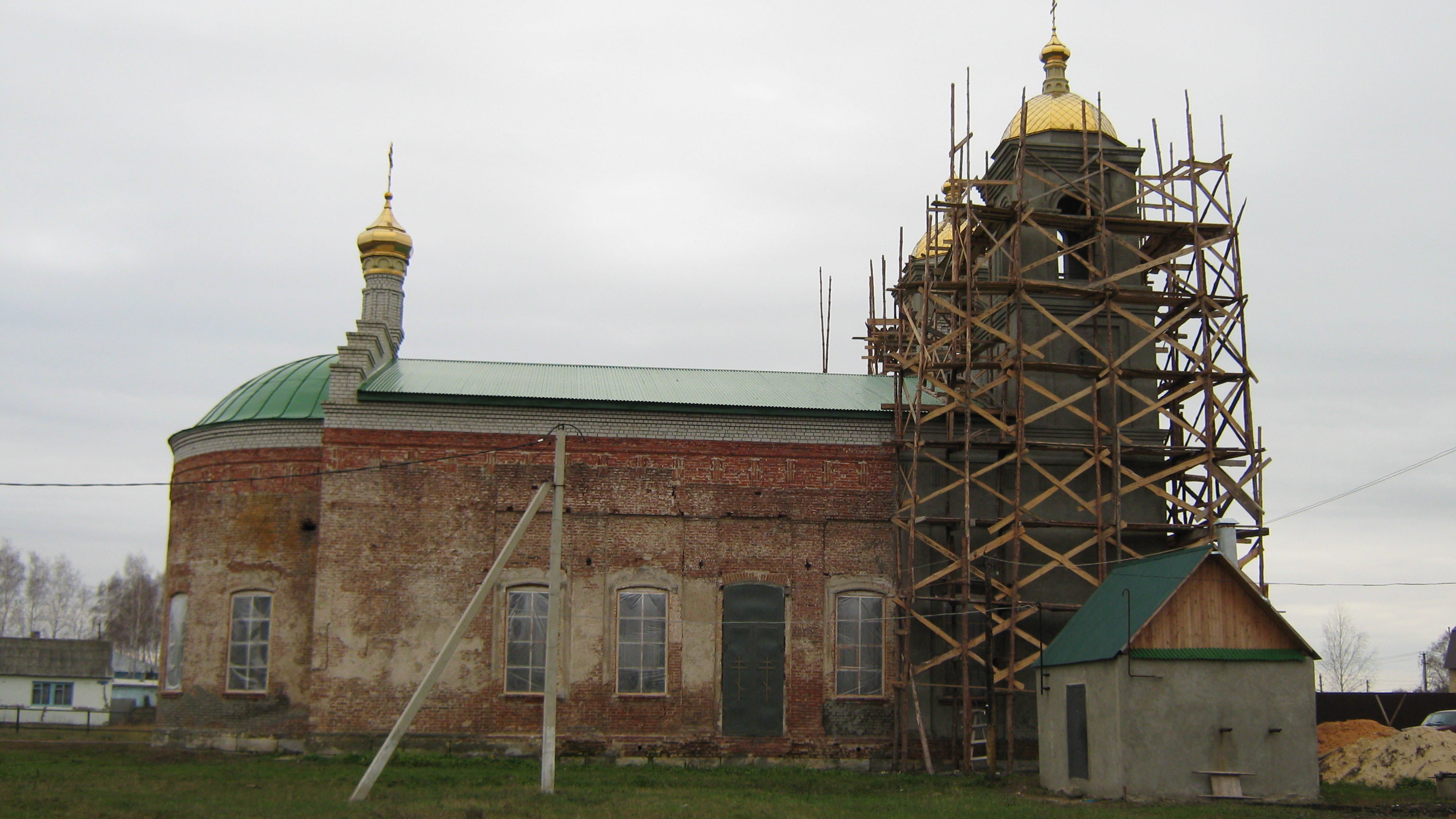
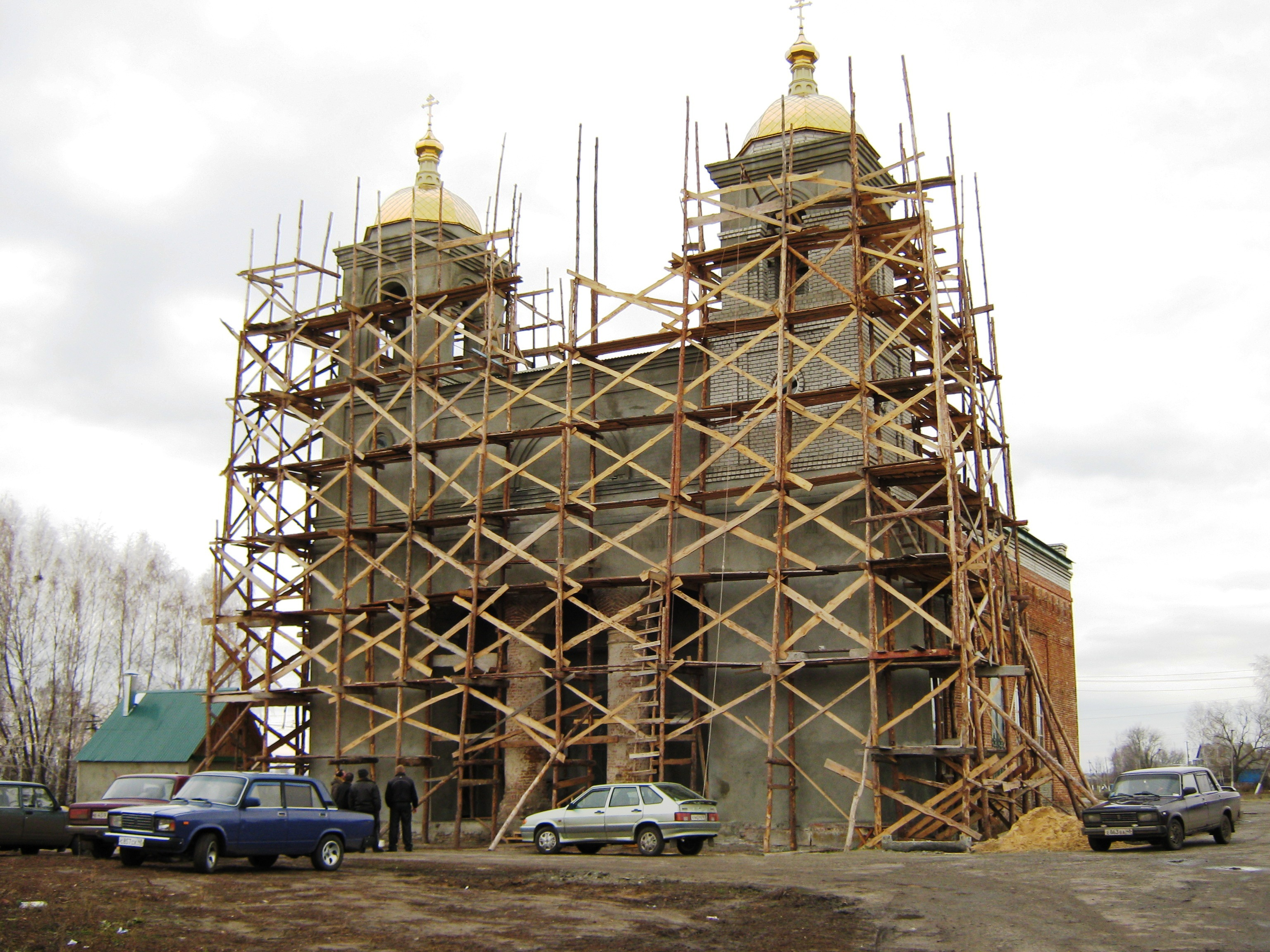
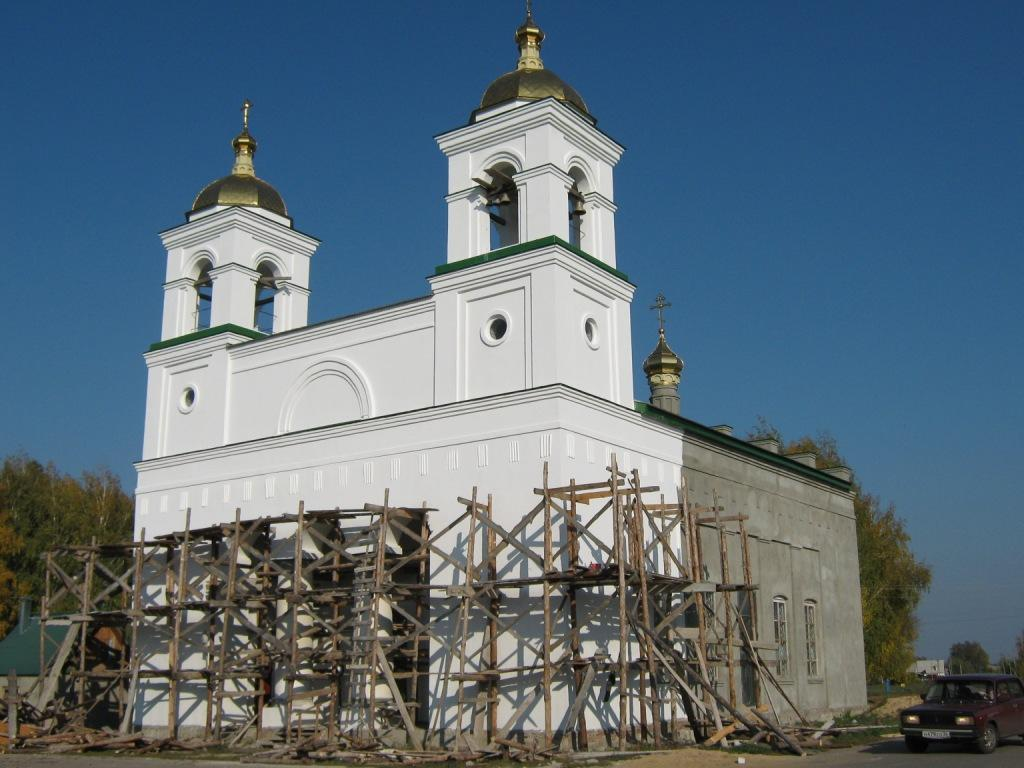